# Pycnocarpon
Pycnocarpon — рід грибів. Назва вперше опублікована 1913 року в роботі німецького міколога Фердинанда Тайссена.

## Класифікація
Згідно з базою MycoBank до роду Pycnocarpon відносять 5 офіційно визнаних видів:
- Pycnocarpon fimbriatum
- Pycnocarpon leptospilum
- Pycnocarpon magnificum
- Pycnocarpon nodulosum
- Pycnocarpon parashoreae